# Slapton, Northamptonshire
Slapton är en civil parish i Storbritannien.   Den ligger i grevskapet Northamptonshire i riksdelen England, i den södra delen av landet, 90 km nordväst om huvudstaden London.